# Ilmo Valjakka
Ilmo Urho Tapani Valjakka (né le 30 avril 1934 à Mikkeli et mort le 28 avril 2021 à Helsinki) est un architecte finlandais,.

## Biographie
Ilmo Valjakka passe son baccalauréat en 1953.
En 1959-1960, il travaille au cabinet d'Aarne Ervi.
Il obtient son diplôme d'architecte de l'université technologique d'Helsinki en 1960 et ouvre son propre cabinet d'architecte la même année.

## Style
Il se présente comme un ardent défenseur de l’architecture concrète rationaliste moderne et conçoit, entre autres, le bâtiment résidentiel Huvillakatu 9-11 d'Eira à Helsinki (1961).
Dans les années 1980, Ilmo Valjakka abandonne le modernisme et conçoit le premier bâtiment postmoderne de la capitale, Yhtyneet Kuvalehdet à Länsi-Pasila (1987). Ce bâtiment en forme de cube est précurseur. Il sera suivi par l’ambassade de Finlande à Budapest (1988), le Radisson SAS Royal Hotel à Helsinki (1991) et l'Iso Paja (1993).
Ilmo Valjakka sait assembler l'ancien et le nouveau comme l'atteste la fusion subtile de la reconstruction de l'aile du congrès de l'Hôtel national d'Imatra et du nouvel hôtel du congrès.
Ilmo Valjakka a remporté de nombreux prix dans le cadre de concours d'architecture.
Ses projets sont présentés lors d'expositions à Prague, Venise, Milan et Belgrade.

## Ouvrages
- Centre informatique de la Kansallis-Osake-Pankki, Helsinki.
- Bibliothèque principale de Hyvinkää, 1968
- Musée d'art de Hyvinkää, 1981
- Huvillakatu 9-11, Eira, 1961
- Centre commercial de Mikkola, Vantaa, 1971
- Nokian Meripuisto, Lauttasaari, 1988
- Ambassade de Finlande à Budapest, 1988
- Hôtel national d'Imatra, aile des congrès et nouvel hôtel de congrès, 1987
- SAS-hotelli (aujourd'hui Radisson Blu Royal Hotel) Kamppi, 1991
- Club-house du Méridien Moscow Country Club (fi)
- Maison d'Otavamedia, Pasila, 1987
- Iso Paja, immeuble de bureaux d'Yleisradio, 1993

## Prix et reconnaissance
- Structure en béton de l'année, 1986
- Prix de la structure métallique de l'année, 1988
- Titre de professeur, 1991.

## Galerie d'ouvrages

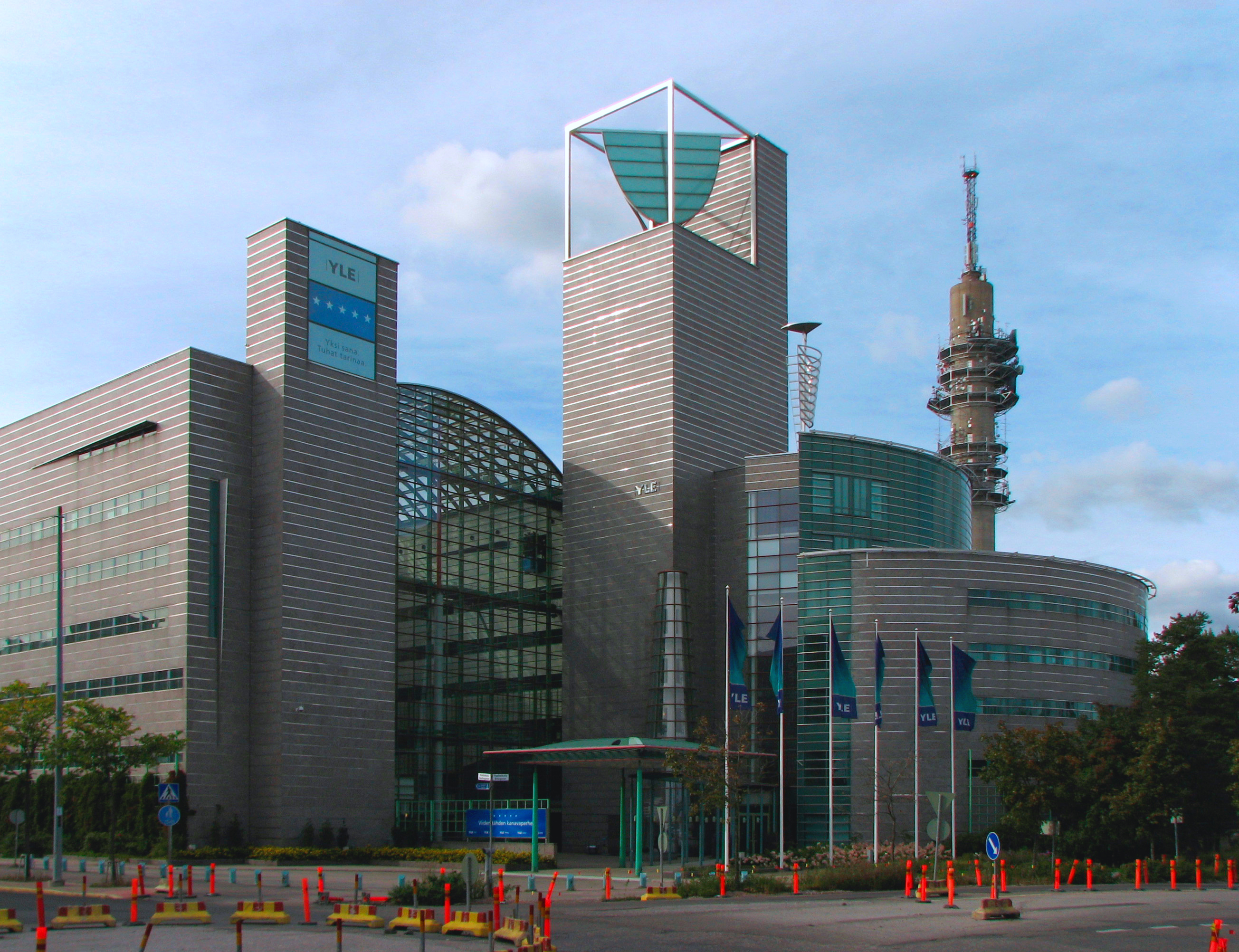
Iso Paja, Pasila.
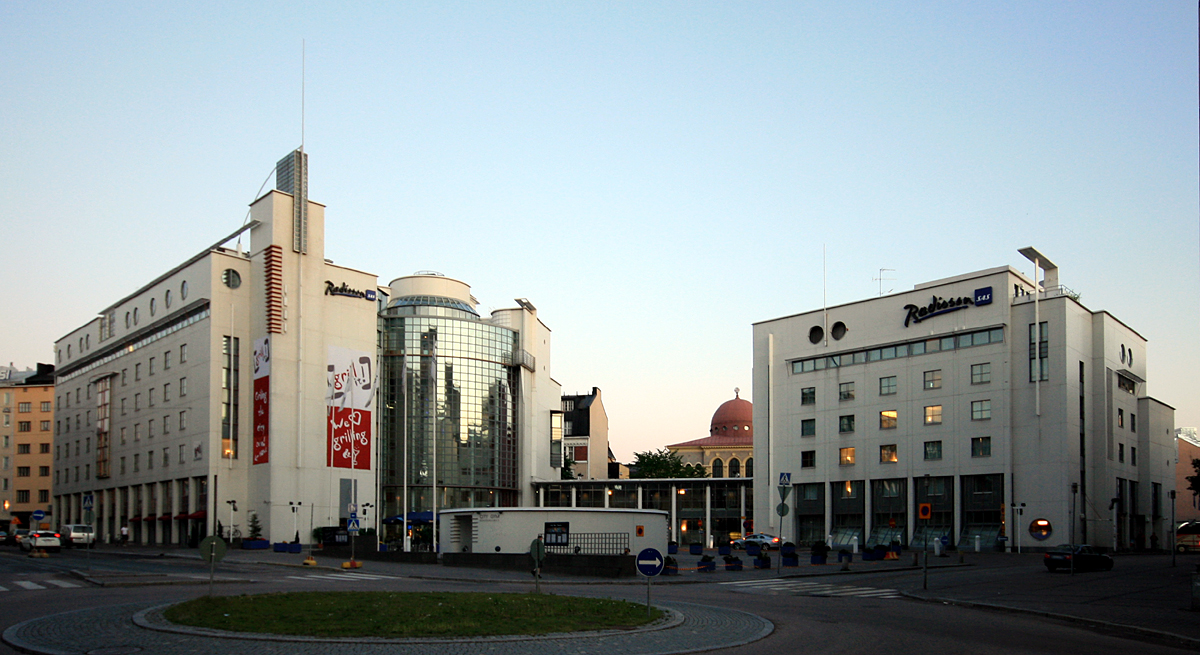
Radisson Blu Royal Hotel.
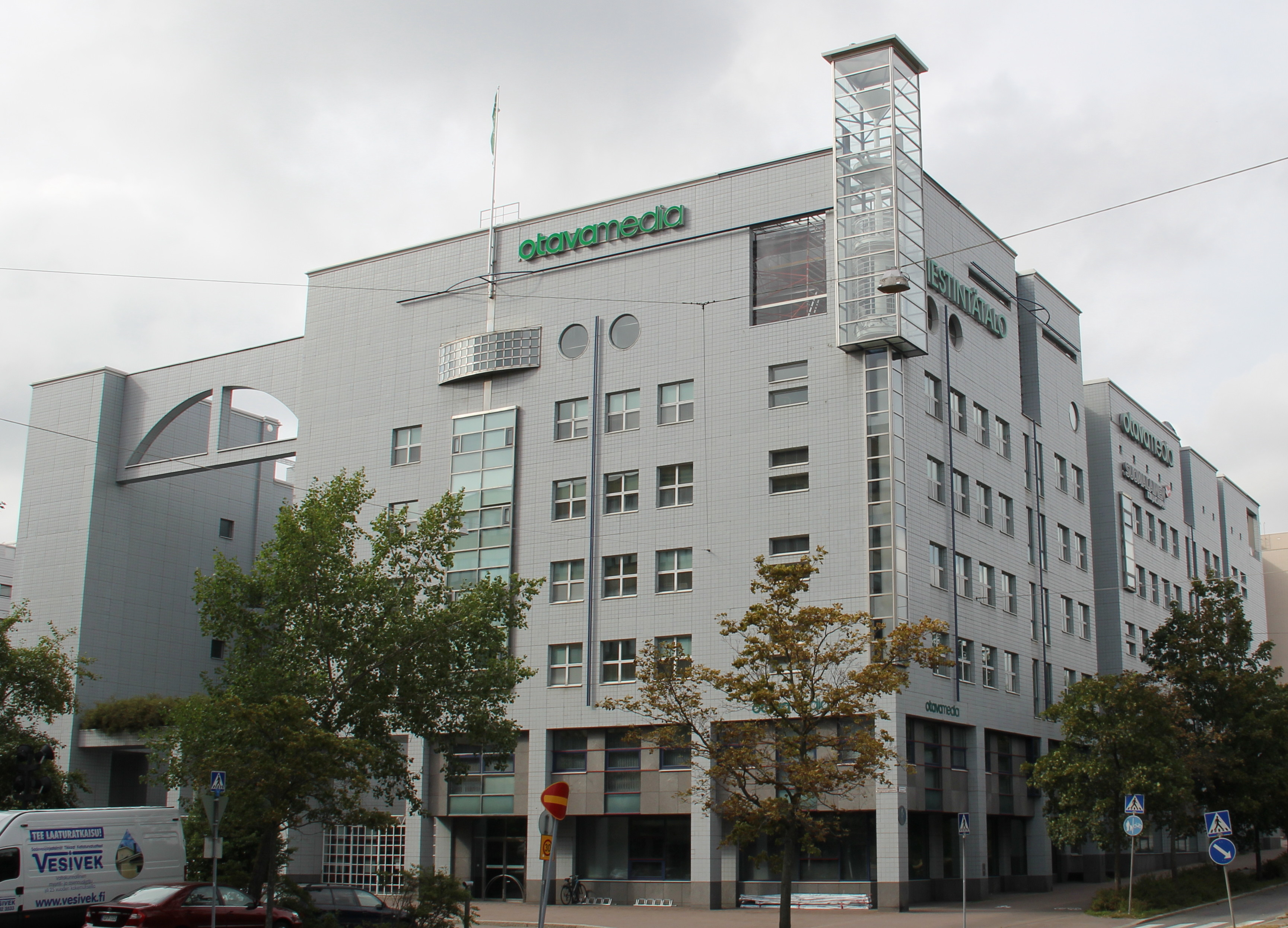
Maison d'Otavamedia.

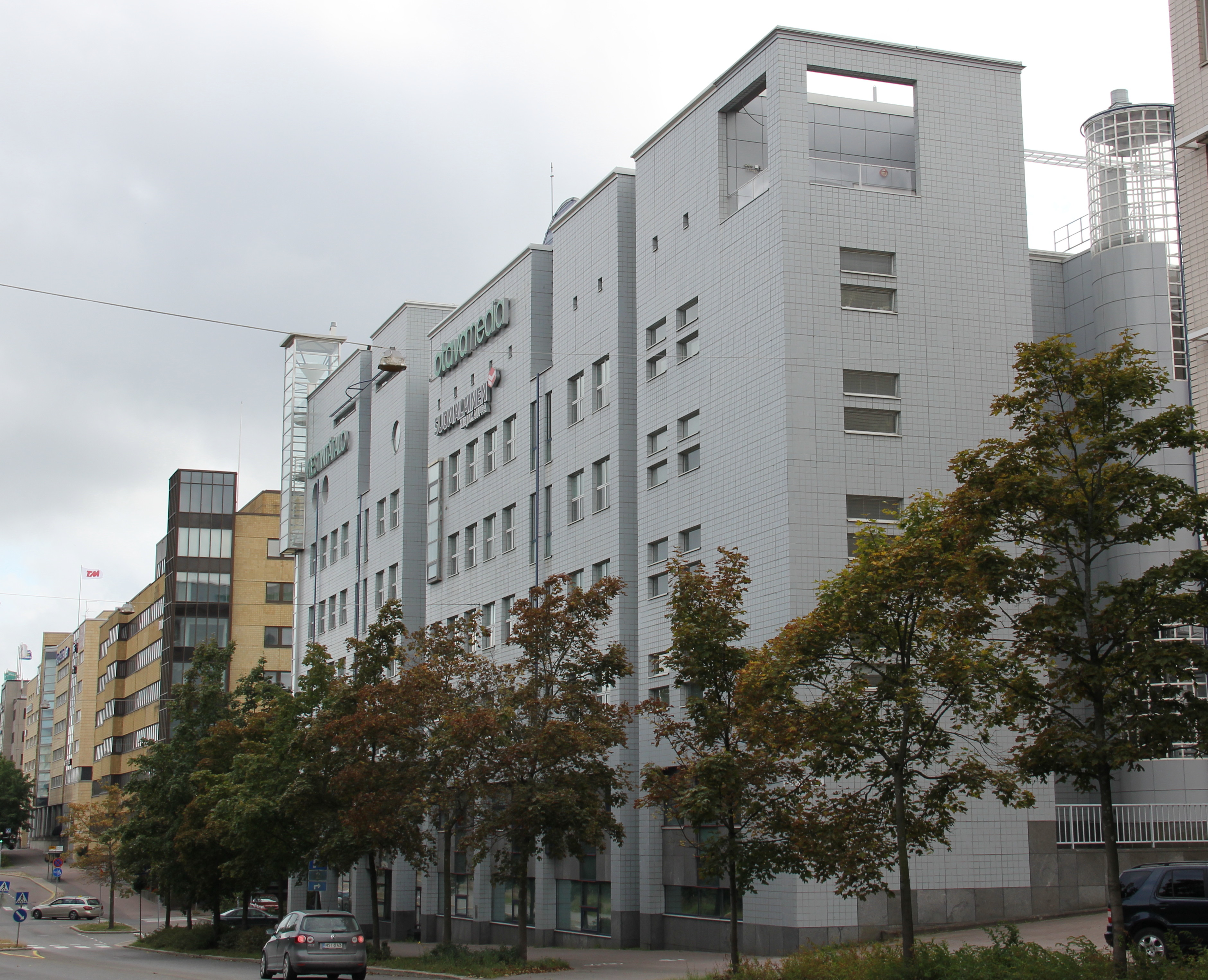
Maison d'Otavamedia.
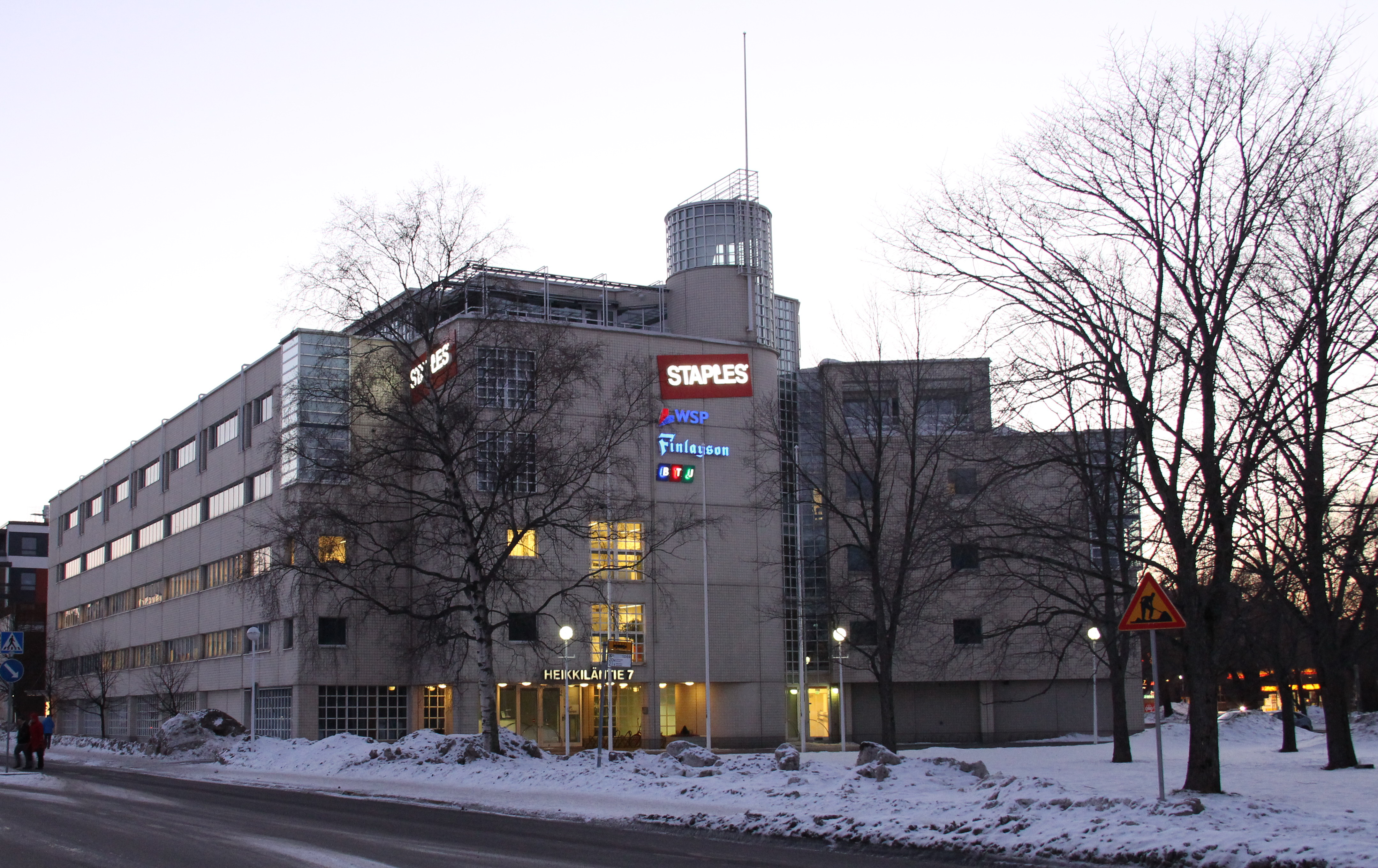
Nokian Meripuisto.
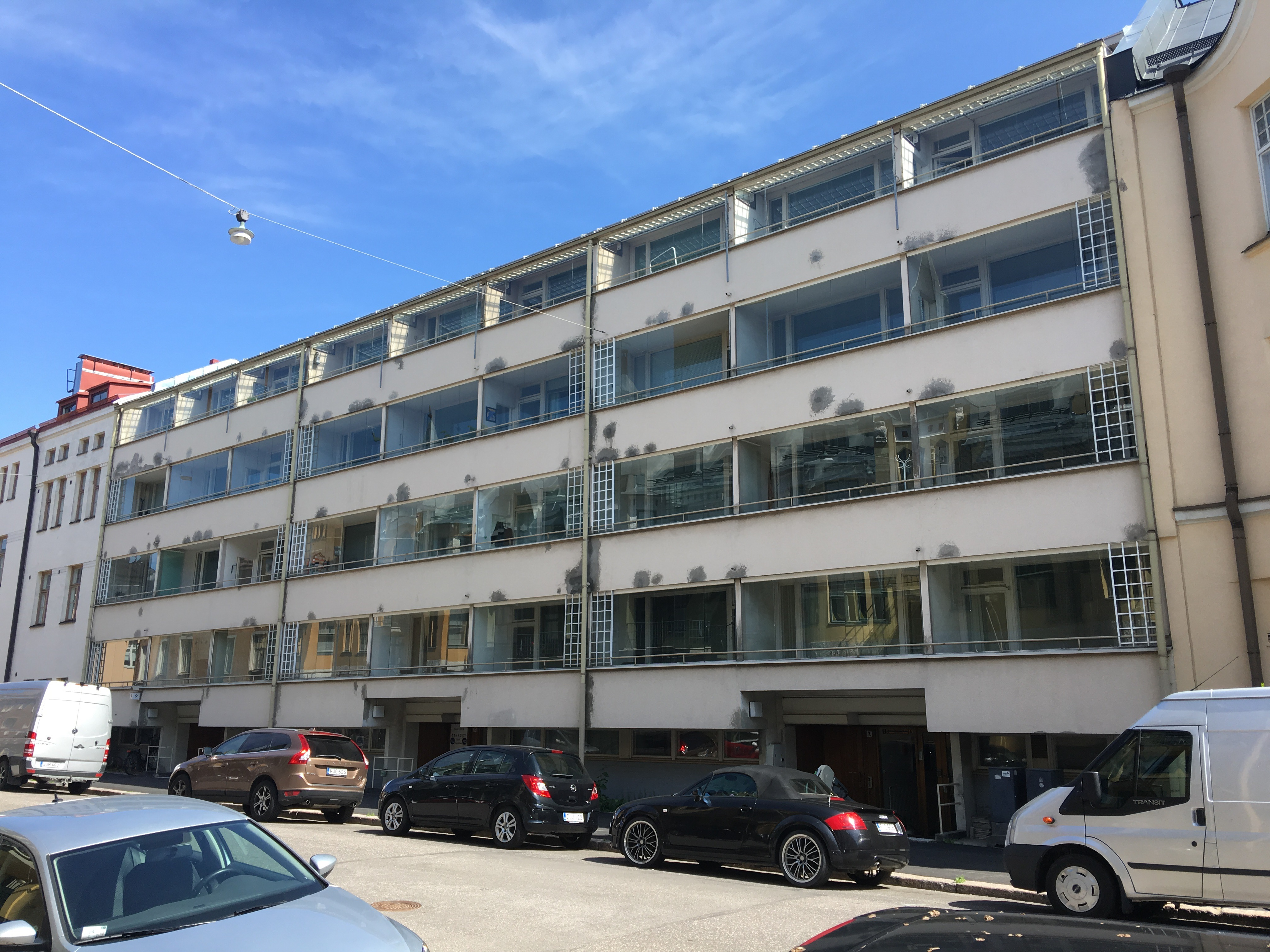
Huvilakatu 9-11, Helsinki.
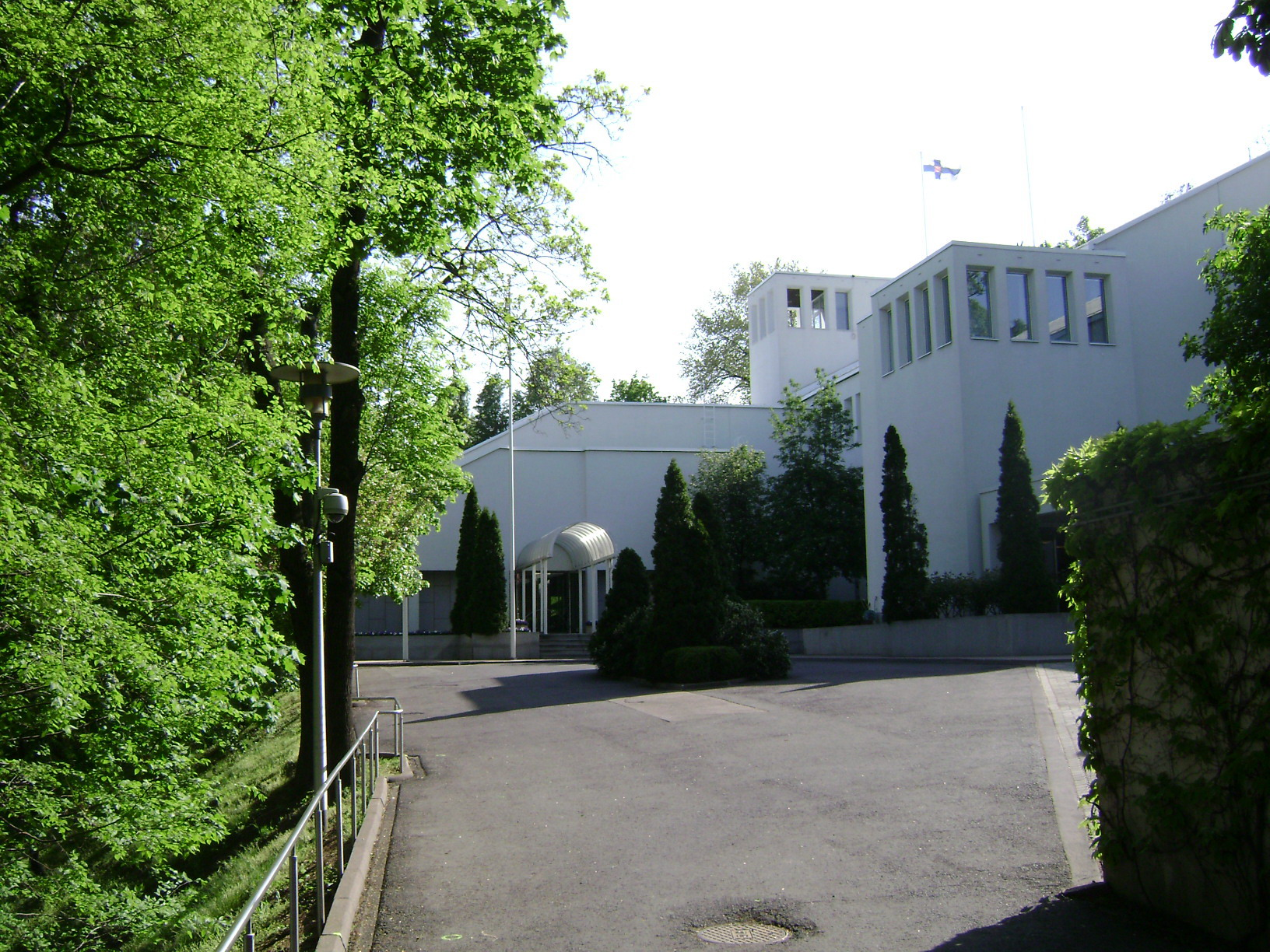
Ambassade de Finlande à Budapest.